# San Andrés Tuxtla (municipalité)
La municipalité de San Andrés Tuxtla est l'une des 212 municipalités de l'État de Veracruz, et est située dans la partie sud-est de cet État, au Mexique. Située sur la rive nord du golfe du Mexique, elle fait partie du massif volcanique de la Sierra de los Tuxtlas, ainsi que du bassin du fleuve Río Papaloapan. Son chef-lieu est la ville éponyme de San Andrés Tuxtla. Cette dépend de la région administrative de Los Tuxtlas, qui une des 10 subdivisions administratives de l'État de Veracruz.

## Géographie

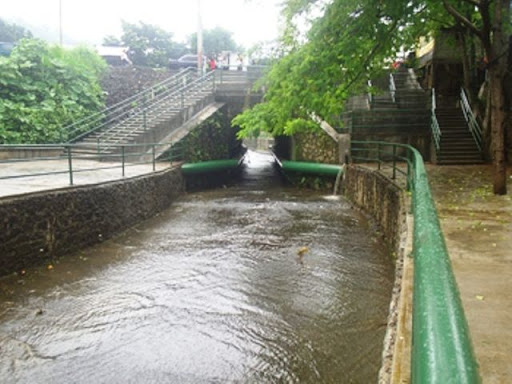
Le Río Tajalate San Andrés

Le territoire de la municipalité de San Andrés Tuxtla s'étend du nord au sud, de part et d'autre de la rivière Río Tajalate San Andrés, qui est tributaire de la rivière San Juan, elle-même affluente du fleuve Río Papaloapan. Elle riveraine du golfe du Mexique au nord et prend appui au nord sur le massif volcanique de la Sierra de los Tuxtlas ; le volcan San Martín Tuxtla fait partie de son territoire. Son chef-lieu est la ville éponyme de San Andrés Tuxtla, qui occupe la partie centrale de la municipalité. Son territoire couvre une superficie de 957,2 km2, et était peuplé en 157 364 habitants, pour une densité de 172,2 habitants par km2.
Elle est limitrophe à l'ouest des municipalités de Ángel R. Cabada et de Santiago Tuxtla, au sud de celles d'Isla et de Hueyapan de Ocampo, et à l'est de celle de Catemaco.

## Composition et démographie
La municipalité était composée en 2015 de 299 localités, dont 5 étaient considérées comme urbaines, les autres étant rurales.
| Localité            | Population |
| ------------------- | ---------- |
| San Andrés Tuxtla   | 61 769     |
| Comoapan            | 5009       |
| Salto de Eyipantla  | 4011       |
| Calería             | 3910       |
| Sihuapan            | 3767       |
| Reste des localités | 78 898     |
| Total population    | 157 364    |

En plus de l'espagnol, plusieurs langues amérindiennes sont parlées dans la municipalité, dont les principales sont par ordre d'importance : le nahuatl, le mixtèque, le popoluca et le mazatèque.

## Économie

### Agriculture et élevage
La superficie des parcelles semées représentait, en 2017 une surface totale de 19 469 hectares, parmi lesquels 16 670 hectares étaient voués à la culture du maïs, 785 hectares à celle de la canne à sucre, et 780 hectares à la culture de la mangue.
En 2017, la production de viande par tonnes comprenait 2648 tonnes de viande bovine, 564 tonnes de viande porcine, 25,9 tonnes de viande ovine, 698,3 tonnes de volailles, et 17,3 tonnes de dinde. La superficie vouée à l'élevage représentait alors 49 442 hectares.
La région de Los Tuxtlos produit du tabac brun depuis le milieu du XIXe siècle. En 1981, alors que le la production de tabac mexicaine était un monopole d'État dominé par la Tabamex (Tabacos Mexicanos), la surface cultivée en tabac était de 976 hectares. La région de Los Tuxtlas était alors une des quatre régions productrices de l'État de Veracruz. Après la privatisation du début des années 1990, cette surface atteignait 700 hectare en 1998. La production est désormais gérée, selon un modèle de coopératives, au sein de l'Unión de Ejidos Primitivo R. Valencia (UEPRV).